# Goplana indica
Goplana indica är en svampart som beskrevs av T.S. Ramakr. & K. Ramakr. 1949. Goplana indica ingår i släktet Goplana och familjen Chaconiaceae.   Inga underarter finns listade i Catalogue of Life.